# Condado de Johnson (Arkansas)
El condado de Johnson (en inglés: Johnson County), fundado en 1833, es un condado del estado estadounidense de Arkansas. En el año 2000 tenía una población de 22 781 habitantes con una densidad poblacional de 13.28 personas por km². La sede del condado es Clarksville.

## Geografía
Según la Oficina del Censo, el condado tiene un área total de 1769 km² (683 mi²), de la cual 1715 km² (662,2 mi²) es tierra y 54 km² (20,8 mi²) es agua.

### Condados adyacentes
- Condado de Newton (norte)
- Condado de Pope (este)
- Condado de Logan (sur)
- Condado de Franklin (oeste)
- Condado de Madison (noroeste)

### Ciudades y pueblos
- Clarksville
- Coal Hill
- Gillian Settlement
- Hartman
- Hickeytown
- Knoxville
- Lamar
- Pittsburg

## Mayores autopistas
- Interestatal 40
- U.S. Highway 64
- Carretera 21
- Carretera 103
- Carretera 123